# НК-32
НК-32 е турбореактивен двуконтурен двигател с форсажна камера разработен от ОКБ Н.Д.Кузнецов

## Сфера на използване
Двигателят се използва на стратегическия бомбардировач Ту-160. Двигателят така също е установен на Ту-144ЛЛ

## Технически характеристики
| Технические характеристики двигателя НК-32 | Технические характеристики двигателя НК-32 |
| ------------------------------------------ | ------------------------------------------ |
| Тяга на форсаж:                            | 25 000 кгс                                 |
| Разход на гориво на Форсаж:                | 1,70 кг/кгс·час                            |
| Тяга крейсерска:                           | 14 000 кгс                                 |
| Разход на гориво без форсаж:               | 0,72-0,73 кг/кгс·час                       |
| Степен на повишаване на налягането:        | 28,4                                       |
| Степен на двуконтурност:                   | 1,4                                        |
| Дължина:                                   | 6000 мм                                    |
| Диаметър:                                  | 1460 мм                                    |
| Суха маса:                                 | 3400 кг                                    |

|  | Уикипедия разполага с Портал:Авиация |